# Emilio Llosa Ricketts
Emilio Llosa Ricketts (Arequipa, 30 de julio de 1912-Lima, 1 de febrero de 1983) fue un abogado y político peruano.

## Biografía
Nacido en el seno de una destacada familia arequipeña, sus padres fueron Emilio Germán Llosa Benavides y Julia Ricketts Murga.
Realizó sus estudios en la Universidad San Agustín y en la Universidad Mayor de San Marcos, de la que se graduó de abogado en 1940.
En 1945, contrajo matrimonio con su prima Adriana García Llosa. La pareja tuvo tres hijos.
Durante el gobierno de José Luis Bustamante y Rivero, fue asesor del ministerio de Aeronáutica y oficial del cuerpo jurídico de la Fuerza Aérea.
En 1963, Fernando Belaúnde lo designó ministro de Justicia y Culto en reemplazo de Luis Bedoya Reyes. Permaneció en el cargo hasta 1965 cuando fue sustituido por Carlos Fernández Sessarego.
En 1969, luego de producirse el golpe de Estado militar, el general Velasco lo nombró vocal de la Corte Suprema en reemplazo del destituido pleno de la Corte Suprema. En 1973, renunció a su puesto.
- Datos: Q20985218